# Sematophyllum fulvifolium
Sematophyllum fulvifolium là một loài rêu trong họ Sematophyllaceae. Loài này được Mitt. mô tả khoa học đầu tiên năm 1879.